# The Night Hawks
The Night Hawks è un cortometraggio muto del 1914. Il nome del regista non viene riportato.

## Trama
Un giovane si trova a dover affrontare un boss politico che cerca di sedurgli la ragazza. Dopo averla salvata dalle grinfie del rivale, l'uomo aiuta il procuratore distrettuale a incastrare la banda per omicidio.

## Produzione
Il film fu prodotto dalla Essanay Film Manufacturing Company.

## Distribuzione
Distribuito dalla General Film Company, il film - un cortometraggio di due bobine - uscì nelle sale cinematografiche USA il 10 luglio 1914.